# Pilar de la Horadada
Pilar de la Horadada is een gemeente in de Spaanse provincie Alicante in de regio Valencia met een oppervlakte van 78 km². Pilar de la Horadada telt 21.348 inwoners (1 januari 2016).

## Demografische ontwikkeling
Onderstaand is de ontwikkeling van de bevolkingsgroei van de gemeente Pilar de la Horadada volgens het INE. In 2013 is te zien dat er een substantiële daling is van het aantal inwoners van de gemeente Pilar de la Horadada. Deze daling is o.a. veroorzaakt door de crisis in 2008. Veel inwoners hebben hun woning verlaten en zijn vertrokken naar hun geboorteland zonder de gemeente hiervan in te lichten. In 2013 is er een controle geweest van de autoriteiten welke inwoners nog daadwerkelijk resideren.

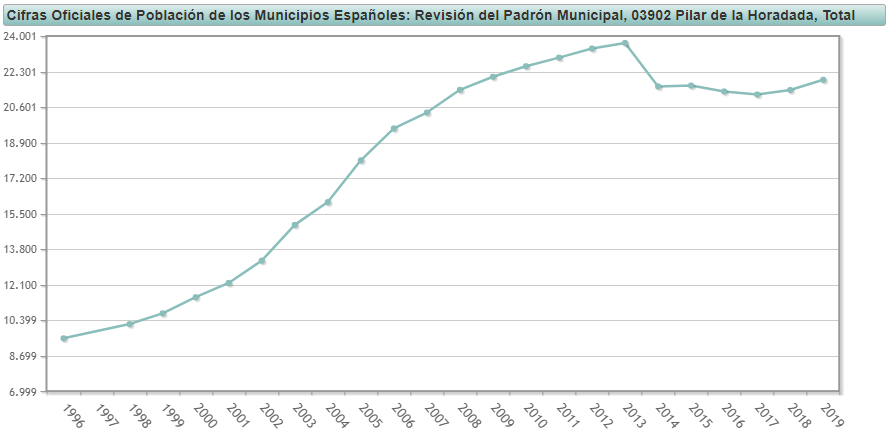
Demografie van Pilar de la Horadada
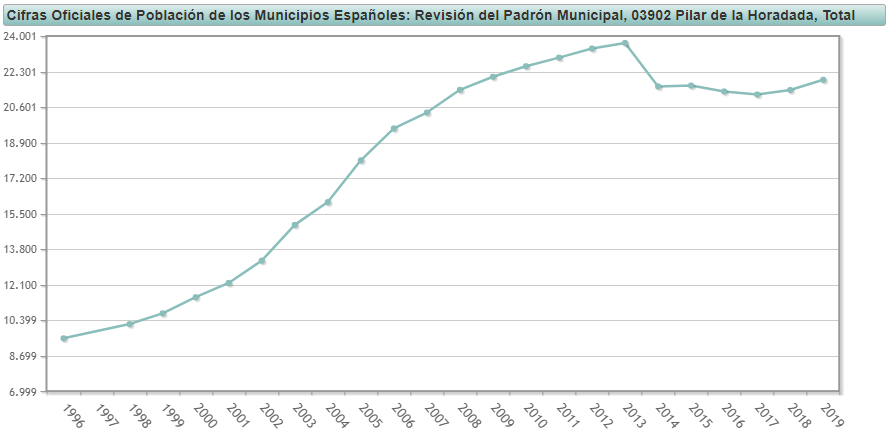
Demografische ontwikkeling Pilar de la Horadada (1996-2019)

Bron: INE; 1991-2019: volkstellingen
Opm.: Voor 1986 maakte Pilar de la Horadada deel uit van de gemeente Orihuela
Agost · Agres · Aigües · Albatera · Alcalalí · Alcocer de Planes · Alcoleja · Alcoy · Alfafara · Algorfa · Algueña · Alicante · Almoradí · Almudaina · Altea · Aspe · Balones · Banyeres de Mariola · Benasau · Beneixama · Benejúzar · Benferri · Beniarbeig · Beniardá · Beniarrés · Benidoleig · Benidorm · Benifallim · Benifato · Benigembla · Benijófar · Benilloba · Benillup · Benimantell · Benimarfull · Benimassot · Benimeli · Benissa · Benitachell · Biar · Bigastro · Bolulla · Busot · Callosa d'en Sarrià · Callosa de Segura · Calp · Campo de Mirra  · Cañada· Castalla · Castell de Castells · Catral · Cocentaina · Confrides · Cox · Crevillent · Daya Nueva · Daya Vieja · Dénia · Dolores · El Campello · El Castell de Guadalest · El Ràfol d'Almúnia · El Verger · Elche · Elda · Els Poblets · Facheca · Famorca · Finestrat · Formentera del Segura · Gaianes · Gata de Gorgos · Gorga · Granja de Rocamora · Guardamar del Segura · Hondón de las Nieves · Hondón de los Frailes · Ibi · Jacarilla · Jávea · Jijona · L'Alfàs del Pi · L'Alqueria d'Asnar · L'Atzúbia · La Nucia · La Romana · La Vall d'Alcalà · La Vall d'Ebo · La Vall de Laguar · Llíber · Lorcha · Los Montesinos · Millena · Monforte del Cid · Monóvar · Murla · Muro de Alcoy · Mutxamel · Novelda · Ondara · Onil · Orba · Orihuela · Orxeta · Parcent · Pedreguer · Pego · Penàguila · Petrer · Pilar de la Horadada · Pinoso · Planes · Polop · Quatretondeta · Rafal · Redován · Relleu · Rojales · Sagra · Salinas · San Fulgencio · San Isidro · San Miguel de Salinas · San Vicente del Raspeig · Sanet y Negrals · Sant Joan d'Alacant · Santa Pola · Sax · Sella · Senija · Tàrbena · Teulada · Tibi · Tollos · Tormos · Torremanzanas · Torrevieja · Vall de Gallinera · Villajoyosa · Villena · Xaló